# Anabarhynchus bicuspidatus
Anabarhynchus bicuspidatus är en tvåvingeart som beskrevs av Lyneborg 2001. Anabarhynchus bicuspidatus ingår i släktet Anabarhynchus och familjen stilettflugor. Inga underarter finns listade i Catalogue of Life.